# Río León
Río León är ett vattendrag i Ecuador. Det ligger i den sydvästra delen av landet, 400 km söder om huvudstaden Quito.